# 노스랜즈 콜리시엄
노스랜즈 콜리시엄(영어: Northlands Coliseum)은 캐나다 앨버타주 에드먼턴에 위치한 실내 경기장이다. 과거 WHA/NHL 에드먼턴 오일러스, AHL 에드먼턴 로드 러너스의 홈경기장으로 사용했다.
| NHL 올스타전 개최 경기장 |                          |             |
| 1988년                   | 1989년 노스랜즈 콜리시엄 | 1990년      |
| 세인트루이스 아레나      | 1989년 노스랜즈 콜리시엄 | 시빅 아레나 |
|                          |                          |             |
|                          |                          |             |